# Acanthocnema capillata
Acanthocnema capillata är en tvåvingeart som först beskrevs av Friedrich Hermann Loew 1872.  Acanthocnema capillata ingår i släktet Acanthocnema och familjen kolvflugor. Inga underarter finns listade i Catalogue of Life.